# Coppa di Lussemburgo 2024-2025 (pallavolo maschile)
La Coppa di Lussemburgo 2024-2025, 59ª edizione della coppa nazionale maschile di pallavolo, si è svolta dal 26 ottobre 2024 all'8 marzo 2025: al torneo hanno partecipato quattordici squadre di club lussemburghesi e la vittoria finale è andata per la diciassettesima volta, la quinta consecutiva, allo Strassen.

## Regolamento
La formula ha previsto ottavi di finale, quarti di finale, semifinali e finale.

## Squadre partecipanti
- 80 Pétange
- Amber-Lënster
- Belair
- Bissen
- CHEV
- Echternach
- Escher

- Fentange
- GYM
- Lorentzweiler
- RSR Walfer
- Standard Wiltz
- Steinfort
- Strassen

## Torneo

### Tabellone
|  | Ottavi di finale | Ottavi di finale |  |  | Quarti di finale | Quarti di finale |               |   | Semifinali | Semifinali |          |   | Finale | Finale |  |
|  |                  |                  |  |  |                  |                  |               |   |            |            |          |   |        |        |  |
|  | Bissen           | 1                |  |  |                  |                  |               |   |            |            |          |   |        |        |  |
|  | RSR Walfer       | 3                |  |  | RSR Walfer       | 0                |               |   |            |            |          |   |        |        |  |
|  | GYM              | 0                |  |  | Fentange         | 3                |               |   |            |            |          |   |        |        |  |
|  | Fentange         | 3                |  |  |                  |                  |               |   | Fentange   | 3          |          |   |        |        |  |
|  |                  |                  |  |  |                  |                  | Escher        | 0 |            |            |          |   |        |        |  |
|  |                  |                  |  |  | Amber-Lënster    | 0                |               |   |            |            |          |   |        |        |  |
|  | Standard Wiltz   | 0                |  |  | Escher           | 3                |               |   |            |            |          |   |        |        |  |
|  | Escher           | 3                |  |  |                  |                  |               |   | Fentange   | 0          |          |   |        |        |  |
|  | Steinfort        | 0                |  |  |                  |                  |               |   |            |            | Strassen | 3 |        |        |  |
|  | Strassen         | 3                |  |  | Strassen         | 3                |               |   |            |            |          |   |        |        |  |
|  | 80 Pétange       | 0                |  |  | CHEV             | 0                |               |   |            |            |          |   |        |        |  |
|  | CHEV             | 3                |  |  |                  |                  |               |   | Strassen   | 3          |          |   |        |        |  |
|  | Belair           | 0                |  |  |                  |                  | Lorentzweiler | 1 |            |            |          |   |        |        |  |
|  | Echternach       | 3                |  |  | Echternach       | 0                |               |   |            |            |          |   |        |        |  |
|  |                  |                  |  |  | Lorentzweiler    | 3                |               |   |            |            |          |   |        |        |  |

### Risultati

#### Ottavi di finale
| - Hall Sportif Belair, Lussemburgo Durata: 0h:00 - Spettatori: 0                        | Belair         | 0 - 3 | Echternach | 0-25, 0-25, 0-25           |
| 26 ottobre 2025 Centre Sportif Wiltz, Wiltz Durata: 0h:48 - Spettatori: ?               | Standard Wiltz | 0 - 3 | Escher     | 11-25, 13-25, 10-25        |
| 26 ottobre 2025 Hall Sportif Lorentzweiler, Lorentzweiler Durata: 1h:19 - Spettatori: ? | Lorentzweiler  | 3 - 0 | Bartréng   | 25-18, 25-21, 25-19        |
| 27 ottobre 2025 Complexe sportif, Bissen Durata: 1h:17 - Spettatori: ?                  | Bissen         | 1 - 3 | RSR Walfer | 16-25, 20-25, 25-17, 16-25 |
| 27 ottobre 2025 Hall Omnisports Cents, Lussemburgo Durata: 1h:21 - Spettatori: ?        | GYM            | 0 - 3 | Fentange   | 18-25, 24-26, 22-25        |
| 27 ottobre 2025 Centre Sportif Bim Diederich, Pétange Durata: 1h:15 - Spettatori: ?     | 80 Pétange     | 0 - 3 | CHEV       | 17-25, 20-25, 17-25        |
| 27 ottobre 2025 Centre Sportif, Steinfort Durata: 1h:02 - Spettatori: ?                 | Steinfort      | 0 - 3 | Strassen   | 15-25, 18-25, 15-25        |

#### Quarti di finale
| 25 gennaio 2025 Hall Sportif Junglinster, Junglinster Durata: 1h:02 - Spettatori: ?     | Amber-Lënster | 0 - 3 | Escher        | 23-25, 15-25, 22-25 |
| 25 gennaio 2025 Hall Omnisports Prince Henri, Walferdange Durata: 0h:48 - Spettatori: ? | RSR Walfer    | 0 - 3 | Fentange      | 12-25, 17-25, 10-25 |
| 25 gennaio 2025 Hall Omnisports, Strassen Durata: 1h:02 - Spettatori: ?                 | Strassen      | 3 - 0 | CHEV          | 25-16, 25-17, 25-22 |
| 25 gennaio 2025 Centre Michel Rodange, Waldbillig Durata: 1h:10 - Spettatori: ?         | Echternach    | 0 - 3 | Lorentzweiler | 22-25, 16-25, 21-25 |

#### Semifinali
| 7 marzo 2025 Hall Omnisports, Strassen Durata: 1h:17 - Spettatori: ? | Fentange | 3 - 0 | Escher        | 33-31, 25-15, 25-16        |
| 7 marzo 2025 Hall Omnisports, Strassen Durata: 1h:38 - Spettatori: ? | Strassen | 3 - 1 | Lorentzweiler | 25-17, 25-17, 18-25, 25-23 |

#### Finale
| 8 marzo 2025 Hall Omnisports, Strassen Durata: 1h:32 - Spettatori: ? | Fentange | 0 - 3 | Strassen | 21-25, 22-25, 14-25 |